# Núi Haku
Núi Haku (白山 (Bạch sơn) Haku-san, gọi theo kiểu tiếng Việt là "núi Bạch") là một núi lửa hoạt động tiềm năng. Núi lửa dạng tầng tọa lạc trên biên giới của các quận Gifu, Fukui và Ishikawa ở Nhật Bản. Người ta cho rằng lần đầu tiên núi lửa hoạt động khoảng 300,000 đến 400,000 năm về trước, đợt phun trào gần đây nhất xảy ra vào năm 1659. Cùng với núi Tate và núi Phú Sĩ, Núi Haku là một trong Tam Linh Sơn (三霊山 Sanreizan, n.đ. '"ba ngọn núi linh thiêng"') của Nhật Bản.

## Hình dạng
Đỉnh cao nhất của núi, Gozengamine (御前峰), đạt độ cao 2.702 m (8.865 ft). Cùng với Kengamine (剣ヶ峰), cao 2.677 m (8.783 ft), và Ōnanjimine (大汝峰), cao 2.648 m (8.688 ft), ba đỉnh được xem như là "bạch sơn tam phong" (白山三峰 Hakusan Sanmine). Núi Bessan và Núi Sannomine đôi khi bao gồm cùng và được gọi là "bạch sơn ngũ phong."
Bởi vì núi rất nổi bật và nhìn rõ từ bờ biển gần đó, ngay cả sau khi những núi xung quanh bị vùi lấp trong tuyết. Núi Haku vẫn xuất hiện màu trắng, đó là lời giải thích cho tên gọi ngọn núi, có nghĩa là "núi trắng." Nó cũng là ngọn núi phía tây Nhật Bản cao hơn 2.000 m (6.562 ft).

## Lịch sử và văn hóa
Taichō là người đầu tiên leo núi Haku năm 717. Hàng trăm năm sau, mọi người đến Haku để cầu nguyện (白山信仰 Hakusan Shinkō). Một nhánh đền thờ Shirayama Hime Shrine, phục vụ như đền thờ tối cao tại Kaga, trên núi. Shirayama Hime Shrine là điện thờ chính (総本社 (tổng bản xã) sō-honsha) chứa xấp xỉ 2,000 điện thờ Hakusan (白山神社 (Bạch Sơn thần xã) Hakusan jinja) tại Nhật Bản. Năm 1980 khu vực rộng 48,000 ha được UNESCO công nhận là khu dự trữ sinh quyển và con người.

## Tự nhiên
Núi Haku được chỉ định là một công viên quốc gia bán phần năm 1955. Nó trở thành một công viên quốc gia năm 1962 và được đổi tên thành vườn quốc gia Hakusan. Do bởi phần trung tâm núi có nhiều địa hình dốc, rất ít đường, và kết quả là, con người ít xâm nhập vào khu vực này. Cũng hạn chế sự xâm nhập của con người là chỉ định của công viên như một Khu vực Bảo vệ động vật hoang dã, bao phủ hơn 38,061 ha. Công viên kéo dài ra phía bên kia biên giới núi tiến vào trong quận Toyama.

### Tính năng địa chất
Khu vực xung quanh núi Haku là một trong số ít các khu vực tại Nhật Bản có chứa địa chất trồi lên từ kỷ Jura thuộc kỷ nguyên Mesozoic. Nhiều trong số những ví dụ điển hình về hóa thạch khủng long của Nhật Bản tìm được tại khu vực này. Một trong những mỏm đá lớn nằm trong khu vực Kuwashima và được biết đến như "bức tường hóa thạch Kuwashima" (桑島化石壁 Kuwashima Kasekikabe).
Bởi vì núi là một núi lửa không hoạt động, nó cũng nổi tiếng với nhiều suối nước nóng.

### Quần thể thực vật
Núi Haku được biết đến với quần thể thực vật đa dạng. Khi đi bộ đường dài lên đường mòn Sabo, sau khi vượt qua nhà nghỉ Jinnosuke, các loại thực vật miền núi có thể xuất hiện, trong đó có hoa anh thảo, đó là thực vật quận Ishikawa.
Có rất nhiều cây núi cao được đặt tên Hakusan. Số thực vật bao gồm: Primula cuneifolia (Hakusan Kozakura), Anemone narcissiflora (Hakusan Ichige), Dactylorhiza (Hakusan Chidori), Geranium yesoemse (Hakusan Fuuro) và Rhododendron brachycarpum (Hakusan Shakunage). Các loại thực vật này có thể tìm được tại nhiều núi trên khắp Nhật Bản, nhưng chúng lần đầu tiên được phát hiện và đặt tên dọc theo đường mòn đi bộ cũ dẫn đến đền thờ Hakusan.
| Chocolate lily (Kuro Yuri) | Primula cuneifolia (Hakusan Kozakura) | Anemone narcissiflora (Hakusan Ichige) | Dactylorhiza aristata (Hakusan Chidori) |
| -------------------------- | ------------------------------------- | -------------------------------------- | --------------------------------------- |
|                            |                                       |                                        |                                         |

### Quần thể động vật
Đại bàng vàng, loài chim quận Ishikawa, sống trên sườn núi Haku. Gà gô đá, loài chim quận Gifu, cũng sống trên sườn núi. Tuy nhiên, vào thời kỳ Minh Trị, toàn bộ quần thể trên núi một lần biến mất, tuy nhiên người dân địa phương đã phát hiện gà gô gần đây.

## Lộ trình leo núi
Ba con đường mòn đi bộ đường dài sử dụng nhiều nhất là Kankō (観光新道 Kankō Shinmichi), Sabō (砂防新道 Sabō Shinmichi) và Hirase (平瀬道 Hirase-dō). Cả hai con đưởng Kankō và Sabō có nguồn gốc ở thành phố Hakusan, Ishikawa, nhưng con đường Hirase khởi đầu từ đập nước Ōshirakawa (大白川ダム) tại quận Gifu.
Bởi vì khu vực này được bảo vệ như một công viên quốc gia, rất ít đường mòn được làm trên núi. Mặc dù những con đường được liệt kê phía trên đủ dễ dàng để đi bộ lên và xuống trong một ngày, những con đường mòn khác có thể mất hai hoặc ba ngày vì đường không dọn dẹp và địa hình gồ ghề.

## Hình ảnh

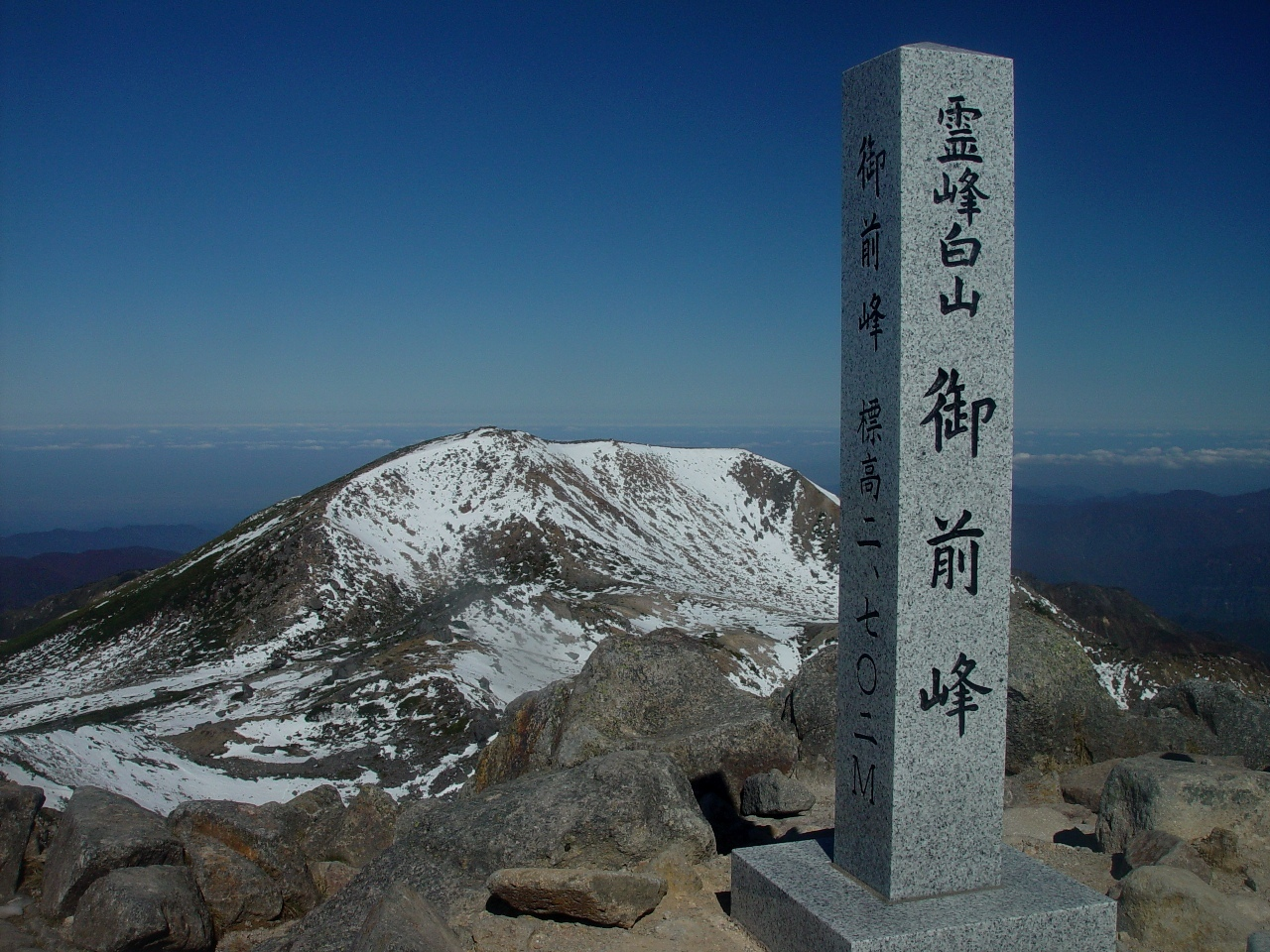
Từ trên Gozengamine (núi Haku) và Ōnanjimine
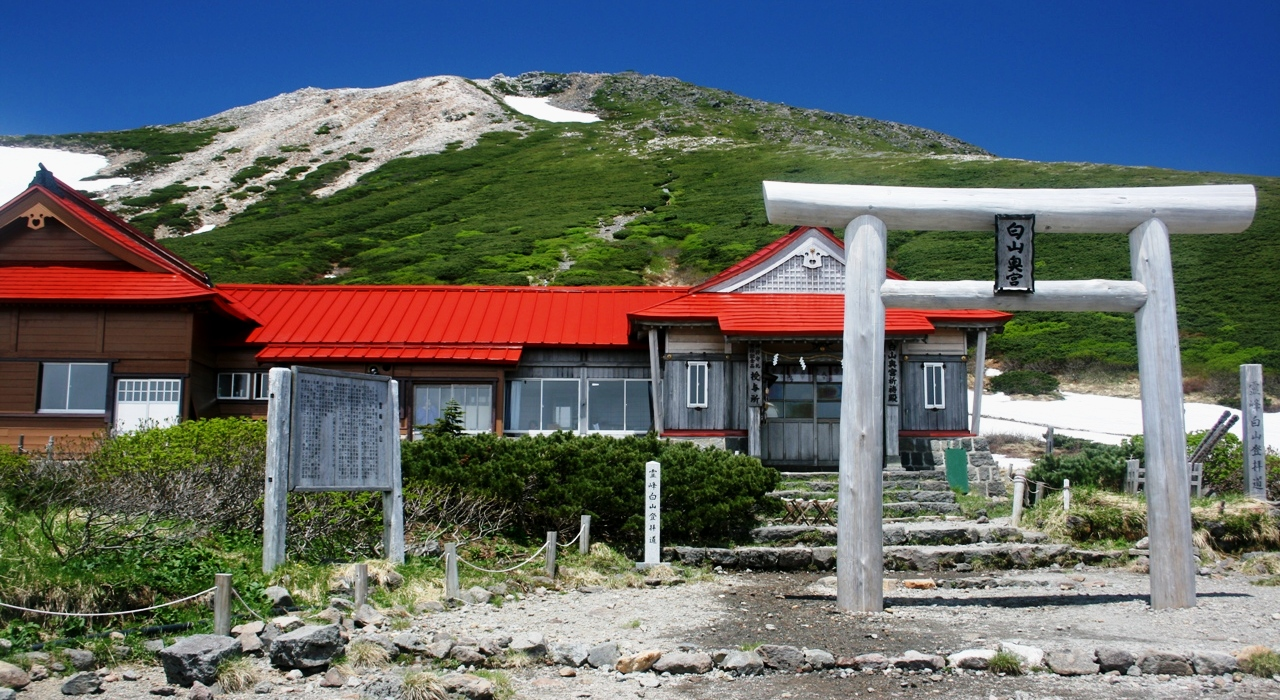
đền thờ Hakusan tại Murodo và Gozengamine
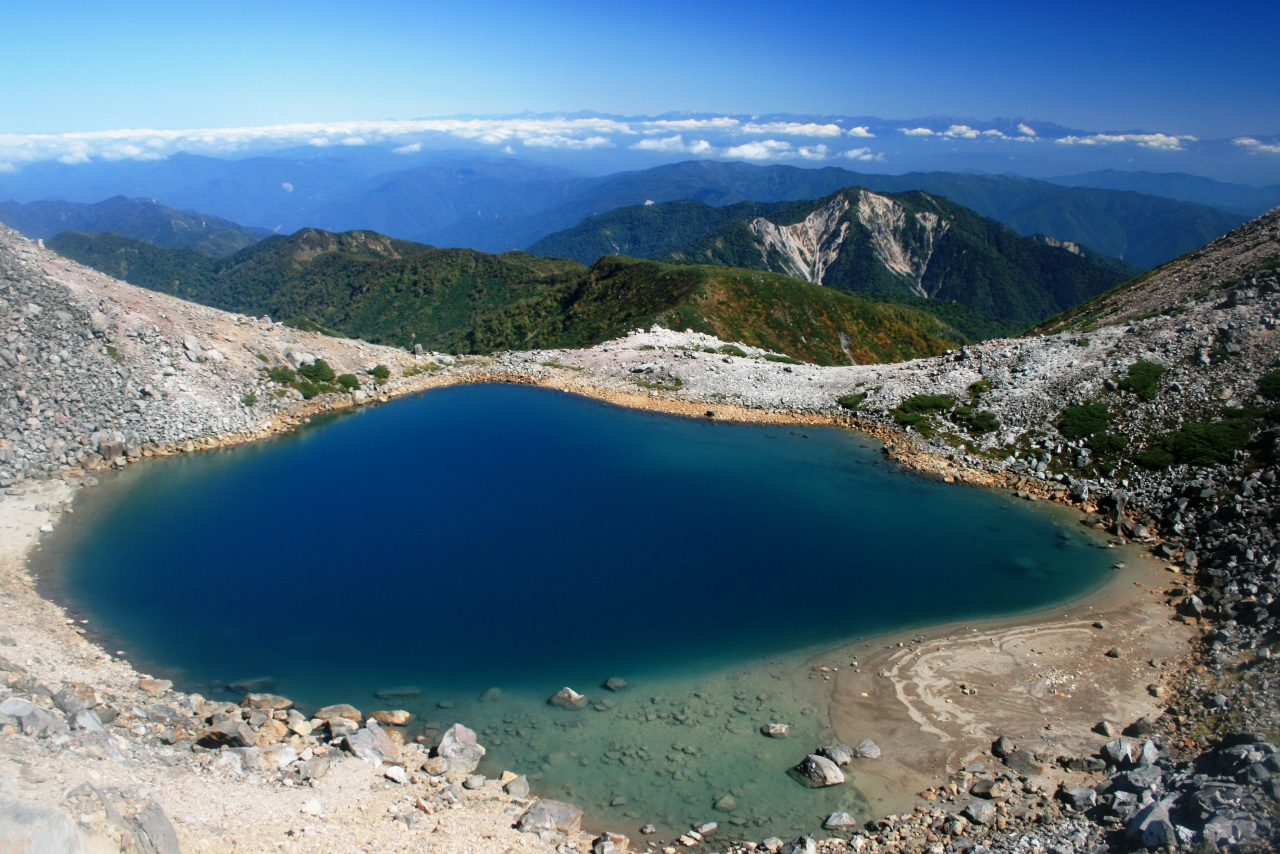
miệng núi lửa (Midoriga-ike)
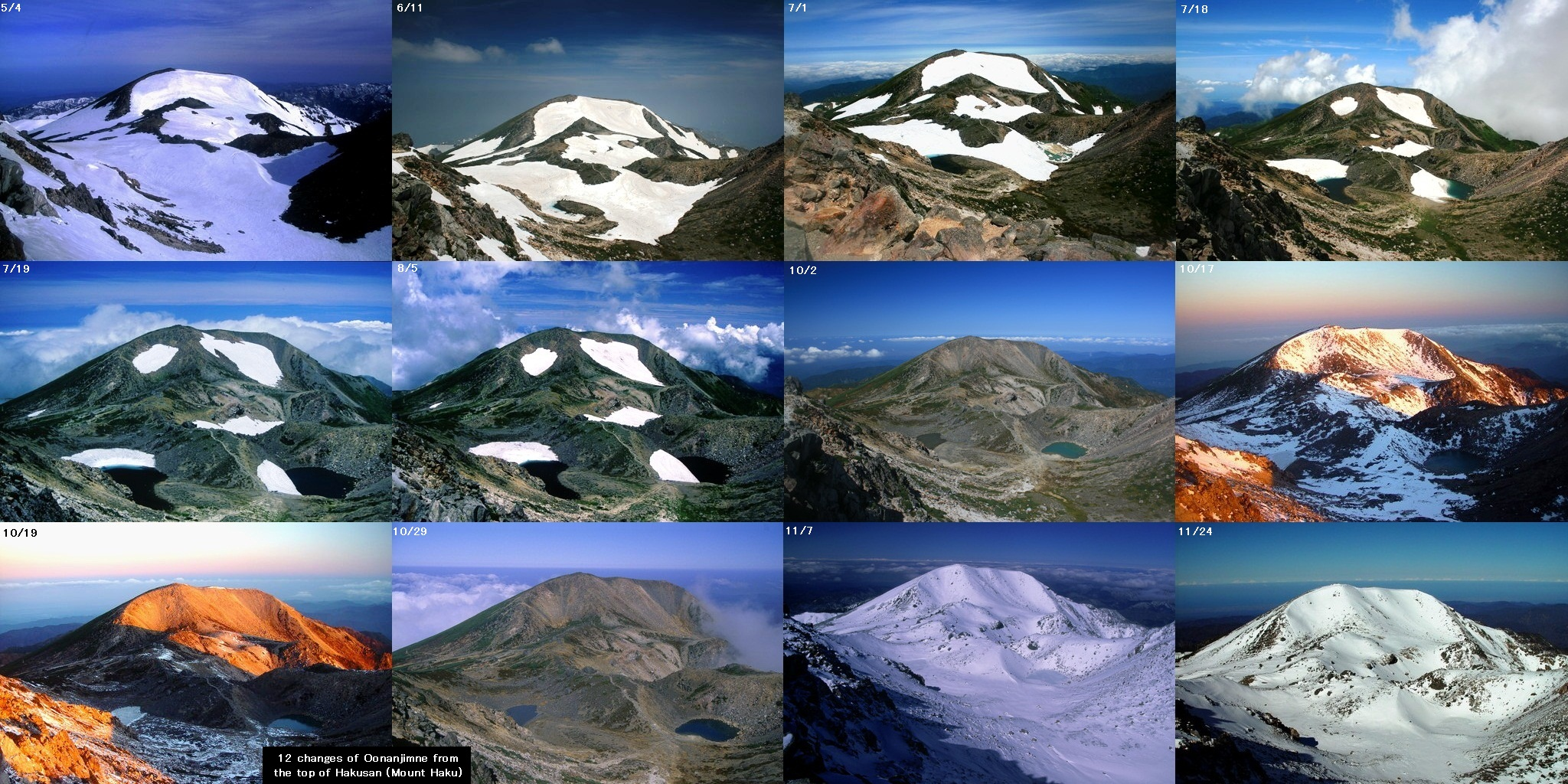
Núi Haku trong mỗi mùa
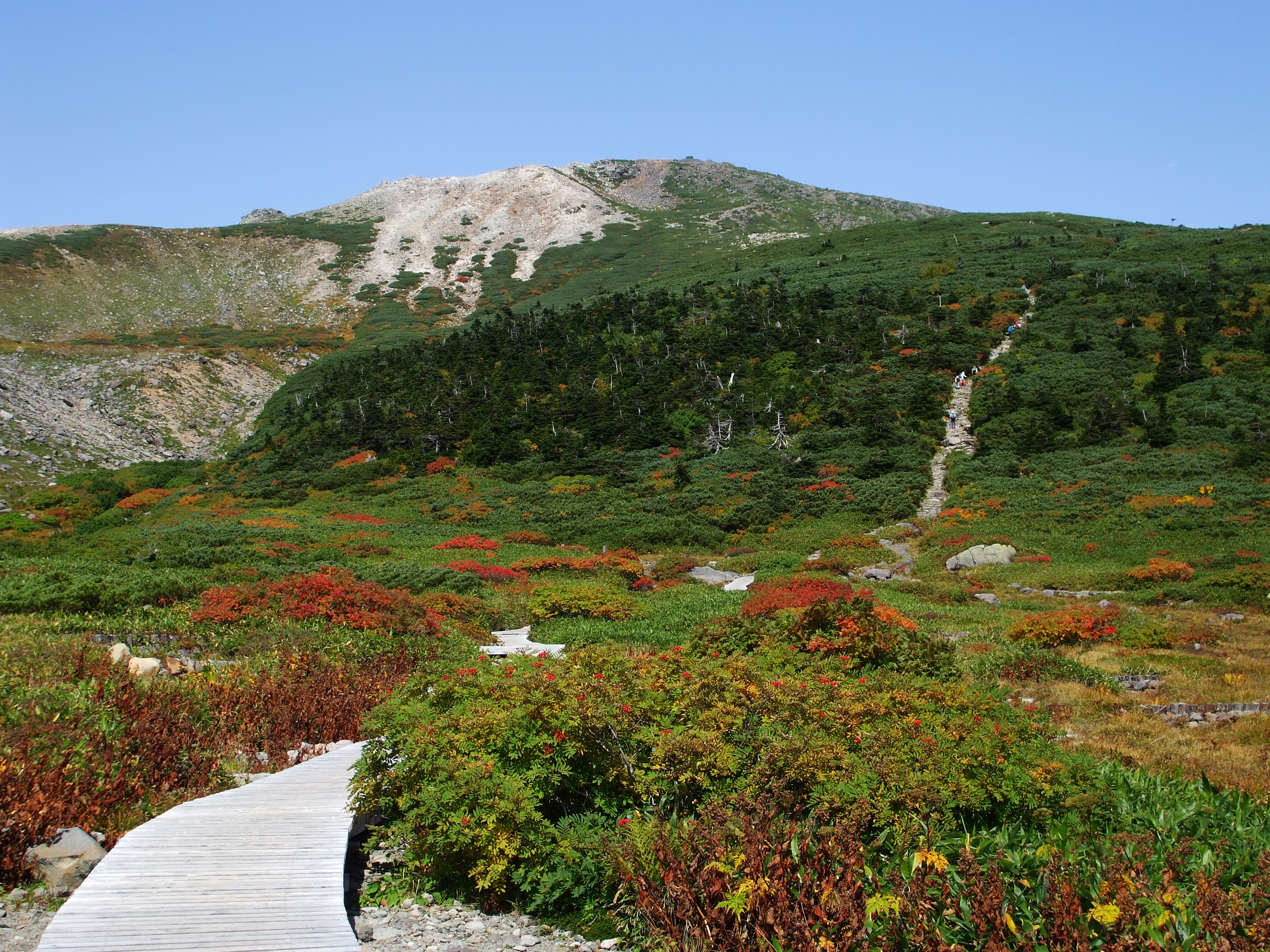
Núi Haku từ Midagahara
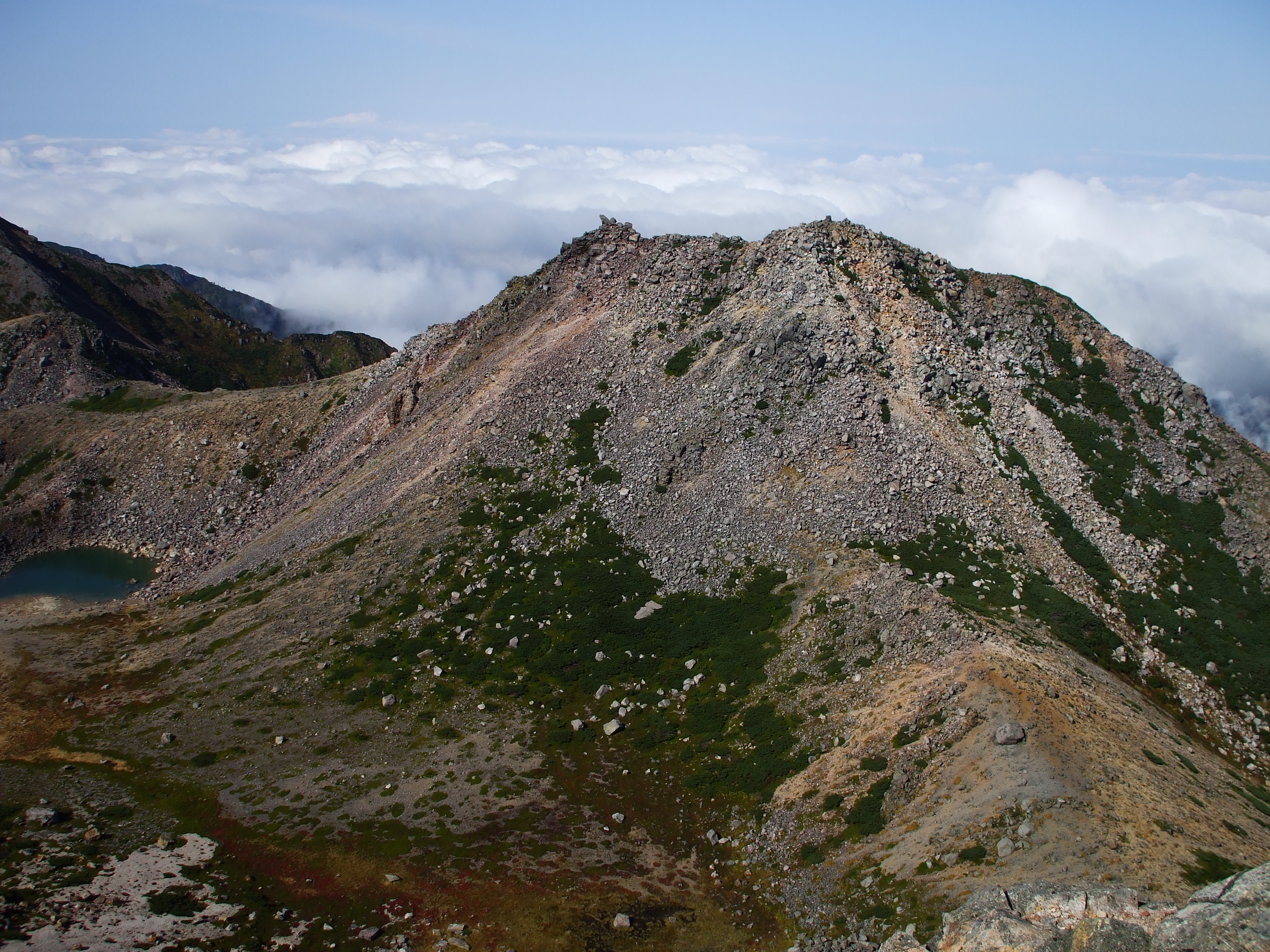
Đỉnh Kengamine nhìn từ đỉnh Gozengamine
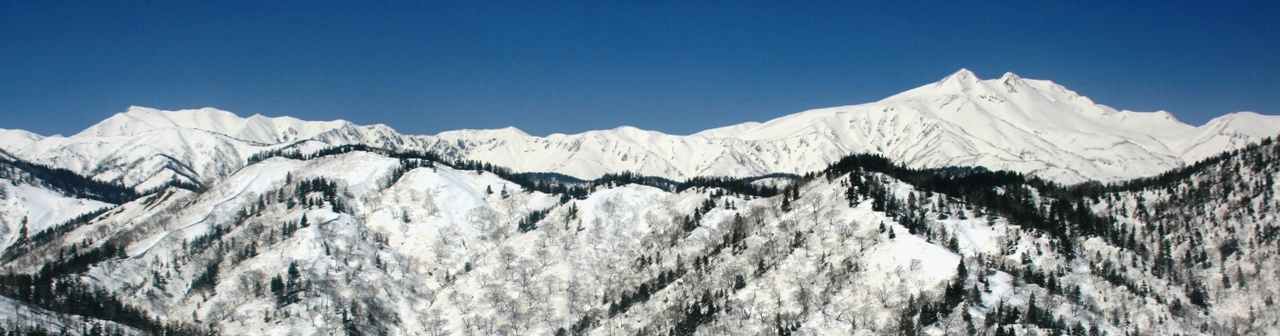
Núi Haku từ phía đông núi Hideri
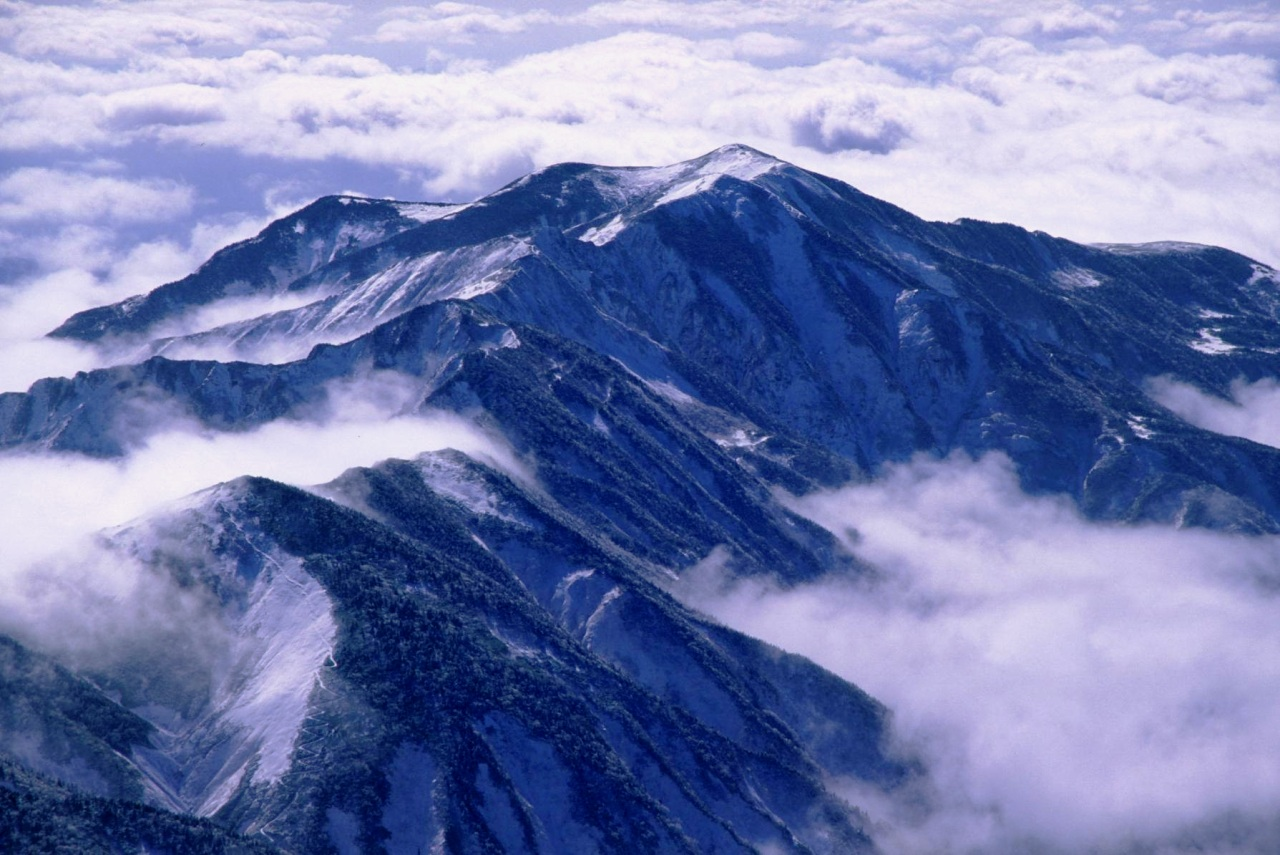
Núi Bessan từ trên Gozengamine